# Rio dos Sinos

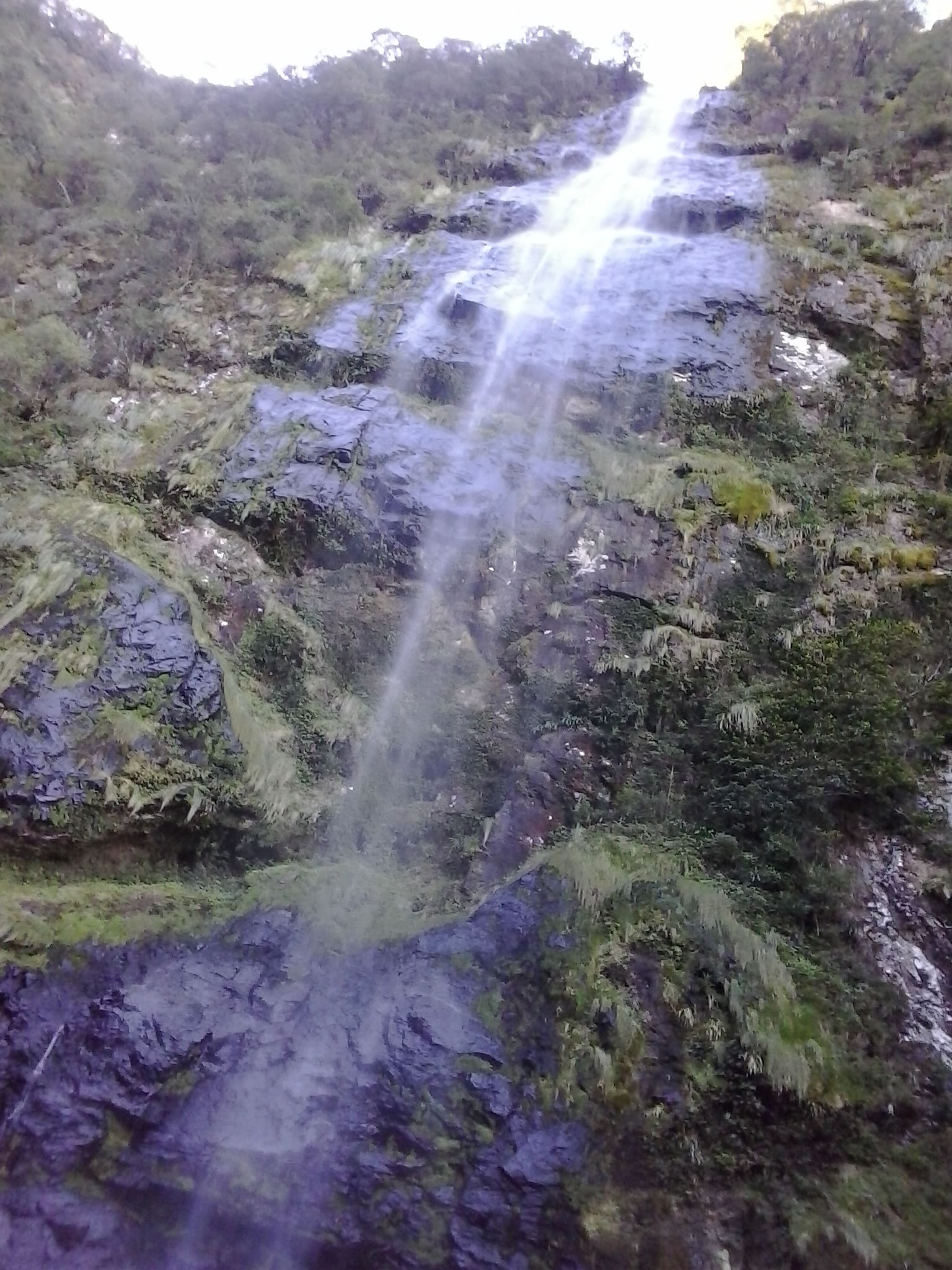
Waterval in de Rio dos Sinos

De Rio dos Sinos is een Braziliaanse rivier in de staat Rio Grande do Sul. De rivier ontspringt in de bergen van Caraá (op 130 km van Porto Alegre) op een hoogte van meer dan 600 meter en volgt een loop van ongeveer 190 km en mondt dan uit in de delta van de Jacuí, op het grondgebied van Canoas, op een hoogte van 5 meter. De rivier werd vroeger Curuyarei genoemd en vervolgens Itapuy. In 1748 kreeg ze haar huidige naam die bochtige rivier betekent.
De Rio dos Sinos stroomt door verschillende grote steden van Rio Grande do Sul, zoals Novo Hamburgo en São Leopoldo, en is een belangrijke waterloop voor de economisch bedrijvige vallei van de Rio dos Sinos. Langs haar loop vestigden zich de Duitse migranten in de streek.